# كريستيان فارغاس كورتيس
كريستيان فارغاس كورتيس (بالإسبانية: Christian Vargas) (16 نوفمبر 1989 في كولومبيا - ) هو لاعب كرة قدم كولومبي في مركز حراسة المرمى. لعب مع أتلتيكو ناسيونال.

## وصلات خارجية
- كريستيان فارغاس كورتيس على موقع قاعدة بيانات كرة القدم.إي يو (الإنجليزية)
- كريستيان فارغاس كورتيس على موقع Soccerway.com (الإنجليزية)
- كريستيان فارغاس كورتيس على موقع AS.com (الإسبانية)